# Robin Mulhauser
Robin Mulhauser (Fribourg, Suiza, 7 de noviembre de 1991) es un piloto suizo de motociclismo que corre en el Campeonato Mundial de Supersport.

## Resultados

### Campeonato Mundial de Supersport

#### Carreras por Año
(Carreras en negrita indica pole position, carreras en cursiva indica vuelta rápida)
| Año  | Moto   | 1       | 2      | 3   | 4   | 5   | 6   | 7   | 8   | 9   | 10     | 11  | 12  | 13  | Pos.  | Pts. |
| ---- | ------ | ------- | ------ | --- | --- | --- | --- | --- | --- | --- | ------ | --- | --- | --- | ----- | ---- |
| 2012 | Yamaha | AUS     | ITA    | NED | ITA | EUR | SMR | SPA | CZE | GBR | RUS 26 | GER | POR | FRA | NC    | 0    |
| 2017 | Honda  | AUS DNS | THA 10 | SPA | NED | ITA | GBR | ITA | GER | POR | FRA    | SPA | QAT |     | 16.º* | 6*   |

 * Temporada en curso.

### Campeonato Munidial de Motociclismo

#### Por temporada
| Año   | Cat.  | Moto  | Equipo                       | Carreras | Victorias | Podios | Poles | V.Ráp. | Pts. | Pos. |
| ----- | ----- | ----- | ---------------------------- | -------- | --------- | ------ | ----- | ------ | ---- | ---- |
| 2013  | Moto2 | Suter | Technomag carXpert           | 1        | 0         | 0      | 0     | 0      | 0    | NC   |
| 2014  | Moto2 | Suter | Technomag carXpert           | 16       | 0         | 0      | 0     | 0      | 0    | NC   |
| 2015  | Moto2 | Kalex | Technomag Racing Interwetten | 18       | 0         | 0      | 0     | 0      | 1    | 28.º |
| 2016  | Moto2 | Kalex | CarXpert Interwetten         | 18       | 0         | 0      | 0     | 0      | 4    | 30.º |
| Total |       |       |                              | 53       | 0         | 0      | 0     | 0      | 5    |      |

#### Carreras por año
(Carreras en negrita indica pole position, carreras en cursiva indica vuelta rápida)
| Año  | Cat.  | Moto  | 1      | 2      | 3       | 4      | 5      | 6      | 7       | 8      | 9      | 10     | 11      | 12     | 13      | 14     | 15      | 16      | 17      | 18     | Pos. | Pts. |
| ---- | ----- | ----- | ------ | ------ | ------- | ------ | ------ | ------ | ------- | ------ | ------ | ------ | ------- | ------ | ------- | ------ | ------- | ------- | ------- | ------ | ---- | ---- |
| 2013 | Moto2 | Suter | QAT    | AME    | SPA     | FRA    | ITA    | CAT    | NED     | GER    | IND    | CZE    | GBR     | RSM    | ARA 23  | MAL    | AUS     | JPN     | VAL     |        | NC   | 0    |
| 2014 | Moto2 | Suter | QAT 22 | AME 24 | ARG 29  | SPA 27 | FRA 25 | ITA 30 | CAT 18  | NED 27 | GER 24 | IND 22 | CZE 30  | GBR 27 | RSM 29  | ARA 26 | JPN 28  | AUS DNS | MAL DNS | VAL 17 | NC   | 0    |
| 2015 | Moto2 | Kalex | QAT 20 | AME 20 | ARG 23  | SPA 23 | FRA 20 | ITA 22 | CAT Ret | NED 20 | GER 20 | IND 15 | CZE Ret | GBR 23 | RSM Ret | ARA 19 | JPN 23  | AUS Ret | MAL 19  | VAL 22 | 28.º | 1    |
| 2016 | Moto2 | Kalex | QAT 20 | ARG 22 | AME Ret | SPA 15 | FRA 18 | ITA 21 | CAT 21  | NED 22 | GER 13 | AUT 25 | CZE 22  | GBR 24 | RSM 20  | ARA 27 | JPN Ret | AUS 17  | MAL Ret | VAL 21 | 30.º | 4    |